# 联合国东帝汶过渡行政当局
联合国东帝汶过渡行政当局（英语：United Nations Transitional Administration in East Timor, UNTAET），简称东帝汶过渡当局，是联合国在1999年至2002年间于东帝汶实施维和行动时成立的过渡行政机构。
东帝汶于1975年宣布脱离葡萄牙独立，但很快就遭印度尼西亚入侵并占领。1999年8月30日，在联合国的监督下，东帝汶全境举行独立公投，绝大多数的东帝汶人投票同意从印尼独立。10月25日，根据联合国安理会第1272号决议，在东帝汶境内设立“联合国东帝汶过渡行政当局”，在过渡期间执行地方管理以及立法和行政权力，同時代替印尼政府根據《帝汶缺口條約》對帝汶海油氣資源的聯合管理權。
2002年5月20日，東帝汶民主共和國正式独立，过渡行政当局将政权移交给新成立的东帝汶政府。